# Luís, Duque de Saboia
Luís (Genebra, 24 de fevereiro de 1413 – Lyon, 29 de janeiro de 1465) foi o Duque de Saboia de 1440 até sua morte. Era o quarto filho de Amadeu VIII, Duque de Saboia, e sua esposa, Maria de Borgonha.

## Vida
Amadeu VIII abdicou do ducado em 1440 para ser sucedido por Luís, cuja incapacidade e fraqueza contrastavam intensivamente com a força e o entusiasmo de seu pai. Seu governo marcou o início da desintegração de Saboia, que despertou a cobiça de seus vizinhos Borgonha, França e a Confederação Suíça.
Luís era muito influenciado por sua esposa. Cercada por seus favoritos cipriotas, cuja arrogância irritava a todos, Ana gastou todas as sábias economias organizadas sob Amadeu VIII. O declínio tinha começado, e os padrões exemplares estabelecidos durante o governo de Amadeu deterioraram-se. Logo, a extorsão, o suborno e a violência se tornaram a lei. O irmão mais novo de Luís, Filipe de Bresse, até organizou o afogamento de um vice-chanceler e de um chanceler do ducado por razões de vingança. Mais e mais os nobres exasperados de Saboia iam para o exílio, e suas propriedades eram confiscadas.
Luís, depois de intervir nas intrigas do delfim, futuro Luís XI, conseguiu organizar o casamento de seu filho Amadeu com Iolanda, filha de Carlos VII, contra os desejos de Luís. Por causa disto, Carlos VII não invadiu Saboia. Com o passar do tempo, a política de Luís se voltou mais e mais para o Piemonte, para a vantagem das ambições expansionistas dos estados confederados do sul.
O governo de Luís e Ana foi marcado pelo presente dado a eles, em 1453, do que se tornou posteriormente conhecido como o Sudário de Turim, por Margarida de Charny. Primeiramente, Luís e Ana anexaram o sudário à sua capela portátil, e levavam-no consigo aonde fossem. Então, a partir de 1502, eles o confiaram aos cônegos do colégio fundado por sua nora Iolanda, para ser mantido na capela do castelo de Chambéry.
Luís morreu aos 52 anos, dois anos depois de Ana.

## Descendência
Em 12 de fevereiro de 1434, em Chambéry, capital do ducado de Saboia, casou com Ana de Lusignan, filha de Jano, rei do Chipre e da Armênia, e de Carlota de Bourbon. Eles tiveram dezenove filhos:
- Amadeu IX (1 de fevereiro de 1435 - 30 de março de 1472), duque de Saboia e beato
- Luís (5 de junho de 1436 - 16 de julho de 1482), conde de Genebra
- Maria (março de 1437 - 2 de dezembro de 1437)
- João ( ? - 1440)
- Filipe (5 de fevereiro de 1438 - 7 de novembro de 1497), conde de Bresse e posteriormente duque de Saboia
- Margarida (1439 - 9 de março de 1483), que casou primeiro de João IV, marquês de Monferrato, e depois com Pedro II de Luxemburgo, conde de Brienne
- Pedro (1440 - 21 de outubro de 1458), bispo de Genebra (1451) e arcebispo do Tarentaise
- Jano (8 de novembro de 1440 - 22 de dezembro de 1491), conde de Faucigny e governador-geral de Nice
- Carlota (11 de novembro de 1441 - 1 de dezembro de 1483), esposa de Luís, delfim da França
- Aimão (1 de novembro de 1442 - março de 1443)
- Jaime (1444 - 20 de junho de 1445)
- Inês (1445 - 15 de março de 1508), esposa de Francisco de Orleães, conde de Longueville
- João Luís (16 de fevereiro de 1447 - 11 de junho de 1482), bispo de Genebra (1460)
- Maria (20 de março de 1448 - 1475), esposa de Luís de Luxemburgo, conde de St. Pol
- Bona (agosto de 1449 - 1 de novembro de 1485), esposa de Galeácio Maria Sforza, duque de Milão
- Jaime (12 de novembro de 1450 - 30 de janeiro de 1486), conde de Romont e de Vaud
- Ana (setembro de 1452 - 1 de outubro de 1452)
- Francisco (1454 - 3 de outubro de 1490), arcebispo de Auch (1483), abade de Artafort e bispo de Genebra (1484)
- Joana, que morreu jovem